# Caragana decorticans
Caragana decorticans är en ärtväxtart som beskrevs av William Botting Hemsley. Caragana decorticans ingår i släktet karaganer, och familjen ärtväxter. Inga underarter finns listade i Catalogue of Life.